# Sinjavino
Sinjavino è una cittadina della Russia europea nordoccidentale, situata nella oblast' di Leningrado (rajon Kirovskij).
Sorge nella parte centrale dell'oblast', all'estremità sudoccidentale del lago Ladoga, alcune decine di chilometri ad est di San Pietroburgo.